# Gardeners' magazine. London
Gardeners' magazine. London (abreviado Gard. Mag. (London)) fue una revista con ilustraciones y descripciones botánicas que fue editada en Londres desde 1866 hasta 1916. Se publicaron los números 8 al 59 y fue precedida por Gard. Weekly Mag. & Floric. Cab..